# 25 Comae Berenices
25 Comae Berenices är en orange jätte  i stjärnbilden Berenikes hår. Stjärnan är av visuell magnitud +5,66 och synlig för blotta ögat vid god seeing. Den befinner sig på ett avstånd av ungefär 635 ljusår.